# Cratere Patsaev
Patsaev è un cratere lunare di 55,25 km situato nella parte sud-occidentale della faccia nascosta della Luna.